# Phaonia angustifuscata
Phaonia angustifuscata är en tvåvingeart som beskrevs av Xue och Liang 1990. Phaonia angustifuscata ingår i släktet Phaonia och familjen husflugor. Inga underarter finns listade i Catalogue of Life.